# Coccophagoides kuwanae
Coccophagoides kuwanae är en stekelart som först beskrevs av Filippo Silvestri 1927.  Coccophagoides kuwanae ingår i släktet Coccophagoides och familjen växtlussteklar. Inga underarter finns listade i Catalogue of Life.